# Combretum nigrescens
Combretum nigrescens là một loài thực vật có hoa trong họ Trâm bầu. Loài này được King mô tả khoa học đầu tiên năm 1897.